# Remagen
Remagen este un oraș din landul Renania-Palatinat, Germania.

## Istoric
Dinamitarea podului din Remagen în martie 1945 a constituit subiectul filmului american Ultimul pod pe Rin din 1969.